# Данді (Огайо)
Данді (англ. Dundee) — переписна місцевість (CDP) в США, в окрузі Таскарвас штату Огайо. Населення — 269 осіб (2020).

## Географія
Данді розташоване за координатами 40°35′13″ пн. ш. 81°36′25″ зх. д. / 40.58694° пн. ш. 81.60694° зх. д. (40.586815, -81.606940).  За даними Бюро перепису населення США в 2010 році переписна місцевість мала площу 2,02 км², уся площа — суходіл.

## Демографія
Згідно з переписом 2010 року, у переписній місцевості мешкало 297 осіб у 116 домогосподарствах у складі 87 родин. Густота населення становила 147 осіб/км².  Було 120 помешкань (59/км²).
Расовий склад населення:
| - 99,3 % — білих - 0,3 % — корінних американців |

До двох чи більше рас належало 0,3 %. Частка іспаномовних становила 0,3 % від усіх жителів.
За віковим діапазоном населення розподілялося таким чином: 22,9 % — особи молодші 18 років, 68,3 % — особи у віці 18—64 років, 8,8 % — особи у віці 65 років та старші. Медіана віку мешканця становила 38,9 року. На 100 осіб жіночої статі у переписній місцевості припадало 98,0 чоловіків;  на 100 жінок у віці від 18 років та старших — 94,1 чоловіків також старших 18 років.
Середній дохід на одне домашнє господарство  становив 70 887 доларів США (медіана — 67 708), а середній дохід на одну сім'ю — 83 556 доларів (медіана — 69 479). Медіана доходів становила 34 118 доларів для чоловіків та 27 196 доларів для жінок. За межею бідності перебувало 1,6 % осіб, у тому числі 7,9 % дітей у віці до 18 років та 0,0 % осіб у віці 65 років та старших.
Цивільне працевлаштоване населення становило 329 осіб. Основні галузі зайнятості: виробництво — 45,6 %, освіта, охорона здоров'я та соціальна допомога — 17,3 %, оптова торгівля — 12,5 %, сільське господарство, лісництво, риболовля — 9,4 %.